# 布拉提斯拉瓦市博物館
布拉提斯拉瓦市博物館（縮寫為：MMB）是位於斯洛伐克首都布拉提斯拉瓦的的一座博物館，成立於1868年。其總部位於老城區，靠近主廣場。該博物館現歸布拉提斯拉瓦11個津貼組織之一所有。
博物館記錄了布拉提斯拉瓦從最早時期到20世紀的歷史。以及展示通過考古發現，具有非凡藝術歷史價值的藏品，以及豐富的工藝活動、工業、葡萄栽培、文化和社會生活的紀念碑，以及民族學、藥學史和錢幣學以記錄這座城市的歷史。博物館的重點還包括個別展覽，其中許多展覽位於具有建築價值、受遺產保護的建築中。
目前博物館本身是斯洛伐克持續營運最古老的博物館。

## 設施
布拉提斯拉瓦市博物館管理著八個專業博物館，在整個城市設有九個據點和永久性展覽：
- 城市歷史博物館：即主要博物館廳舍，主要展示各種考古發現，並記錄藥學、文化、社會生活和錢幣學的歷史
- 城市防禦工事博物館：位於邁克爾門上方塔樓。
- 鐘錶博物館：位於好牧羊人之家
- 約翰·尼波默克·胡梅爾博物館
- 亞瑟·弗萊施曼（英语：Arthur_Fleischmann）博物館
- 揚科·耶森斯基（英语：Janko_Jesenský）博物館
- 德温城堡國家文化紀念碑：位於德温
- 格魯拉塔國家文化紀念碑：位於魯索維策

## 外部連結
- Bratislava City Museum official website （页面存档备份，存于） （英語）
- Bratislava City Museum official website （页面存档备份，存于） （斯洛伐克語）

48°8′33″N 17°6′30″E / 48.14250°N 17.10833°E